# 에린 버넷
에린 버넷(Erin Burnett, 1976년 7월 2일 ~ )은 CNBC의 공동 앵커로 활동하였으나, 현재 CNN의 뉴스 앵커로, 자신의 뉴스 쇼 '에린 버넷 아웃프론트'(en)를 진행하고 있다.